# Pterygoneurum subsessile
Pterygoneurum subsessile är en bladmossart som beskrevs av Juratzka 1882. Pterygoneurum subsessile ingår i släktet Pterygoneurum och familjen Pottiaceae. Inga underarter finns listade i Catalogue of Life.